# Ejido la Joya
Ejido la Joya är en ort i Mexiko.   Den ligger i kommunen León och delstaten Guanajuato, i den centrala delen av landet, 300 km nordväst om huvudstaden Mexico City. Ejido la Joya ligger 1 933 meter över havet och antalet invånare är 1 587.
Terrängen runt Ejido la Joya är platt åt sydost, men åt nordväst är den kuperad. Runt Ejido la Joya är det mycket tätbefolkat, med 1 313 invånare per kvadratkilometer. Närmaste större samhälle är León de los Aldama, 7,0 km öster om Ejido la Joya. Omgivningarna runt Ejido la Joya är en mosaik av jordbruksmark och naturlig växtlighet.